# Argentavis magnificens

Argentavis magnificens (weiß) im Größenvergleich zu einigen Vögeln und dem Menschen.

Argentavis magnificens ist ein ausgestorbener Vogel, der heutigen Geiern ähnelte. Er lebte im späten Miozän (vor 5–8 Millionen Jahren) in Südamerika. Es handelt sich nach derzeitiger Kenntnis um einen der größten flugfähigen Vögel, die je gelebt haben. Nur Pelagornis sandersi war ebenso groß oder etwas größer. 

## Beschreibung
Argentavis magnificens ähnelte, wie wohl alle Vertreter der Familie, äußerlich einem Geier. Der Vogel war im Stehen ca. 1,5 m hoch, die Spannweite betrug 7–7,5 Meter, das Gewicht etwa 72 kg. Der Schnabel ähnelte jenen der heutigen Greifvögel, war jedoch mit ca. 28 cm Länge etwa viermal so groß wie bei den größten heute lebenden Greifvogelarten.
Unter den rezenten Vögeln hat der Wanderalbatros mit bis zu 3,5 m die größte Spannweite, danach folgt der Kondor mit etwas mehr als 3 Metern Spannweite. Die schwersten heutigen flugfähigen Vögel wiegen bis zu 20 kg wie z. B. die Riesentrappen.

## Lebensweise
Aus der Größe und Struktur der Flügel schließt man, dass Argentavis magnificens ähnlich wie die heutigen Geier ein Segelflieger war, der nur selten aktiv Flügelschläge einsetzte. Die Entstehung dieses Giganten war vermutlich nur durch die beständigen und sehr starken Westwinde im südlichen Südamerika möglich, die ihm das Auffliegen und den Flug mit sehr geringem Energieaufwand ermöglichten. Vermutlich ernährte er sich wie die übrigen Vertreter der Familie als Aasfresser von den Säugern der südamerikanischen Steppen und Savannen. 
Die von Campbell & Tonni (1983) vertretene Hypothese, dass A. magnificens wohl eher lebende Beute von Hasengröße erbeutete und nicht in erster Linie von Aas lebte, wurde von Feduccia (1996) verworfen.
Greifvögel, die sich von agilen kleineren Säugern ernähren, können sich nicht zu Riesenformen entwickeln, da diese Größe mit der für die Jagd auf solche Säuger notwendigen Agilität unvereinbar ist. Dies gilt in besonderem Maße für den gigantischen A. magnificens, der mit hoher Wahrscheinlichkeit nur dank der starken Westwinde vom Boden abheben konnte. Der riesige Schnabel wäre für den Verzehr von Kleinsäugern unnötig groß, stellte aber eine gute Anpassung an die Nutzung großer Aasmengen in kurzer Zeit dar.

## Fossile Dokumentation
Argentavis magnificens wurde bisher nur einmal in Ablagerungen des späten Miozäns im heutigen Argentinien gefunden (37° S). Andere Quellen deuten aber auf vier Funde in Argentinien hin: 1. & 2. Andalhuala Formation, nahe Catamarca in Valle de Santa Maria, Ausläufer der Anden; 3. Epecuen Formation, Carhué; 4. Salinas Grandes de Hidalgo in der argentinischen Pampa.

## Systematik
Die Art wird der Familie Teratornithidae zugeordnet.